# Veronica Campbell-Brown
Veronica Angella Campbell-Brown, jamajška atletinja, * 15. maj 1982, Clarks Town, Jamajka.
Nastopila je na olimpijskih igrah v letih 2000, 2004, 2008, 2012 in 2016. Osvojila je naslove olimpijske prvakinje v teku na 200 m v letih 2004 in 2008 ter v štafeti 4×100 m leta 2008. Ob tem je osvojila še tri srebrne medalje v štafeti 4×100 m in dve bronasti v teku na 100 m. Na svetovnih prvenstvih je osvojila naslove prvakinje v teku na 100 m leta 2007, teku na 200 m leta 2011 in štafeti 4×100 m leta 2015. Ob tem je dosegla še dve srebrni medalji v teku na 100 m, dve srebrni in bronasto medaljo v teku na 200 m ter tri srebrne medalje v štafeti 4×100 m. Na svetovnih dvoranskih prvenstvih je osvojila naslova prvakinje v teku na 60 m v letih 2010 in 2012.